# Euriphene mocquerysi
Euriphene mocquerysi är en fjärilsart som beskrevs av Otto Staudinger 1893. Euriphene mocquerysi ingår i släktet Euriphene och familjen praktfjärilar. Inga underarter finns listade i Catalogue of Life.